# Lipovica (gmina Lebane)
Lipovica (cyr. Липовица) – wieś w Serbii, w okręgu jablanickim, w gminie Lebane. W 2011 roku liczyła 91 mieszkańców.